# 潜江市园林高级中学
30°24′57″N 112°52′58″E / 30.41577°N 112.88266°E
潜江市园林高级中学，位于中华人民共和国湖北省潜江市园林街道环城路39号，直属于潜江市教育局。

## 沿革
潜江市园林高级中学占地面积65亩。1988年，园林办事处筹建学校，园林办事处和市教育局双重管理。1993年，潜江市机构编制委员会认定其为副局级事业机构。1995年，湖北省教委确定其为省艺术教育实验学校。1998年，湖北省教育厅认定其为“省素质教育实验学校”。其绿化率在2004年达到49.0%。